# Hyophila vitiana
Hyophila vitiana är en bladmossart som beskrevs av Georg Friedrich von Jaeger 1880. Hyophila vitiana ingår i släktet Hyophila och familjen Pottiaceae. Inga underarter finns listade i Catalogue of Life.